# ويلفريد سكينر
ويلفريد سكينر (بالإنجليزية: Wilfred Skinner) (31 مايو 1934 بسنغافورة - 2 أغسطس 2003 بفانكوفر في كندا) هو لاعب كرة قدم ماليزي وسنغافوري في مركز حراسة المرمى. شارك مع منتخب سنغافورة لكرة القدم ومنتخب ماليزيا لكرة القدم. أما مع النوادي، فقد لعب مع نادي هوم يونايتد وSingapore FA ‏.